# Sailly-sur-la-Lys Canadian Cemetery
Sailly-sur-la-Lys Canadian Cemetery is een Britse militaire begraafplaats met gesneuvelden uit de Eerste Wereldoorlog, gelegen in de Franse gemeente Sailly-sur-la-Lys (Pas-de-Calais). De begraafplaats ligt langs de Rue de la Lys op 780 m ten zuidwesten van het gemeentehuis. Ze werd ontworpen door Herbert Baker en heeft een trapeziumvormig oppervlak, omgeven door een natuurstenen muur. De Stone of Remembrance staat in de oostelijk hoek. Het Cross of Sacrifice staat in de recht tegenover liggende begraafplaats Anzac Cemetery. De begraafplaats wordt onderhouden door de Commonwealth War Graves Commission.
Er worden 315 doden herdacht waaronder 2 niet geïdentificeerde.

## Geschiedenis
Tijdens de gevechten in oktober 1914 van de Franse en Britse troepen tegen het Duitse leger aan de Leie werd de kerk van Sailly in brand geschoten. Vanaf de winter van 1914-1915 tot het Duitse lenteoffensief in het voorjaar van 1918 was het betrekkelijk rustig in de gemeente. Maar op 9 april 1918 werd het gebied door de Duitse troepen veroverd en bleef in hun handen tot begin september 1918.
De begraafplaats werd in maart 1915 aangelegd door Canadese eenheden (vandaar de naamgeving) en gebruikt als frontlijn-begraafplaats tot juli 1916.
Er liggen nu 285 Britten (waaronder 1 niet geïdentificeerde), 9 Canadezen, 19 Australiërs en 2 Duitsers (waaronder 1 niet geïdentificeerde) begraven.

## Graven

### Minderjarige militairen
- soldaat Frederick Kitchener van het Middlesex Regiment en schutter Alexander Joseph Tomkins van het King's Royal Rifle Corps waren 16 jaar oud toen ze sneuvelden.
- korporaal Arthur Cumberbirch en de soldaten Henry Blandford, Albert Harrison, William Howarth en Robert Johnson waren 17 jaar toen ze sneuvelden.

### Aliassen
- sergeant G. Richards diende onder het alias G. Welsh bij de Royal Irish Rifles.
- soldaat R. Allen diende onder het alias J. Casey bij het West Yorkshire Regiment (Prince of Wales's Own).
- schutter Arthur James Irish diende onder het alias George Arthur Lee bij de Rifle Brigade.
- soldaat Jules Schmidt diende onder het alias Adrien Vieilleumier bij de Canadian Infantry.

### Gefusilleerde militairen
- de schutters W. Smith en G. A. Irish (alias George Lee) werden wegens desertie op 10 oktober 1915 gefusilleerd.[1]